# Tajungsari (Tajungsari)
Tajungsari is een bestuurslaag in het regentschap Pati van de provincie Midden-Java, Indonesië. Tajungsari telt 5212 inwoners (volkstelling 2010).